# 元塩見村
元塩見村（もとしおみそん）は、鳥取県岩美郡にあった自治体である。1896年（明治29年）3月31日までは岩井郡に属した。

## 概要
現在の鳥取市福部町栗谷・福部町八重原（やえばら）・福部町箭渓（やだに）・福部町高江に相当する。塩見川とその支流の箭渓川流域に位置した。
藩政時代には鳥取藩領の岩井郡服部庄に属する栗谷村・八重原村・矢谷村・高江村があった。
村名は元来の塩見谷・塩見川のある集落の意で、塩見は次第に狭くなる（シオ）辺り（ミ）の意とされる。当村発足前の1886年（明治19年）に小学校名で元塩見の名称が先に採用されていた。
当村および隣接する志保美村は独立村としては小規模で人口も少なく財政的に独立運営が困難であったことから、両村のほぼ中央に位置する栗谷に共同で組合役場を設置して同一村と変わらない村政を行っていた。

## 沿革
- 明治2年（1869年） - 矢谷村を箭渓村に改称[2]。
- 1881年（明治14年）9月12日 - 鳥取県再置。
- 1883年（明治16年）7月 - 連合戸長役場を栗谷村に設置[2]。
- 1889年（明治22年）10月1日 - 町村制施行により、栗谷村・八重原村・箭渓村・高江村が合併して村制施行し、元塩見村が発足。旧村名を継承した4大字を編成。志保美村との組合役場を栗谷村に設置[2]。
- 1896年（明治29年）4月1日 - 郡制の施行により、邑美郡・法美郡・岩井郡の区域をもって岩美郡が発足し、岩美郡元塩見村となる。
- 1914年（大正3年）10月1日 - 「元塩見村大字○○村」から大字の「村」を削除し、「元塩見村大字○○」と改称[4]。
- 1917年（大正6年）9月1日 - 志保美村と合併して塩見村が発足。同日元塩見村廃止[5]。
- 1928年（昭和3年）4月1日 - 合併により福部村となる。

## 行政

### 戸長
- 岩井郡第一連合・栗谷村外十二ヶ村連合戸長役場（1883年 - 1889年）：小林公美、山口篤敬[2][6]
管轄区域：栗谷村・高江村・箭渓村・八重原村（後の元塩見村）、南田村・蔵見村・中村・久志羅村・左近村（後の志保美村）、湯山村・海士村・細川村・岩戸村（後の服部村）

これらの13ヶ村は1928年（昭和3年）に全域が福部村となった。

### 歴代組合村長
志保美村元塩見村組合村の資料が全般的に少ないため判明した村長のみ掲載。
| 氏名       | 在職                                          | 出身         | 備考 |
| ---------- | --------------------------------------------- | ------------ | ---- |
| 黒田定四郎 | 1893年（明治26年）                            | 志保美村蔵見 |      |
| 平林徳義   | 1901年（明治34年）9月 - 1903年（明治36年）7月 | 元塩見村栗谷 |      |
| 小林義則   | 1904年（明治37年）                            | 元塩見村箭渓 |      |
| 黒田荘吉   | 1904年（明治37年）                            | 志保美村蔵見 |      |
| 近藤義観   | 1905年（明治38年）                            | 志保美村南田 |      |
| 黒田徳松   | 1907年（明治40年）                            | 志保美村蔵見 |      |
| 田村義治   | 1909年（明治42年）                            | 志保美村左近 |      |
| 近藤義観   | 1910年（明治43年）                            | 志保美村南田 |      |
| 黒田徳松   | 1913年（大正2年）                             | 志保美村蔵見 |      |
| 平林徳義   | 1915年（大正4年）12月 - 1916年（大正5年）12月 | 元塩見村栗谷 |      |
| 南部平蔵   | 1916年（大正5年）                             | 志保美村蔵見 |      |
| 参考文献 - |                                               |              |      |

## 教育
- 元塩見尋常小学校：1886年（明治19年）3月に栗谷小と箭渓小を統合して箭渓村に設置。後に統合により福部小学校となり、現在は鳥取市立福部未来学園[2]。

## 交通
- 山陰本線：塩見駅